# 徐景唐
徐景唐（1895年—1967年12月9日），原名協和，字庚陶。廣東省東莞縣梅花鄉鰲峙塘村(今廣東省東莞市東城區鰲峙塘村)人。曾任國民革命軍第五軍軍長。

## 生平

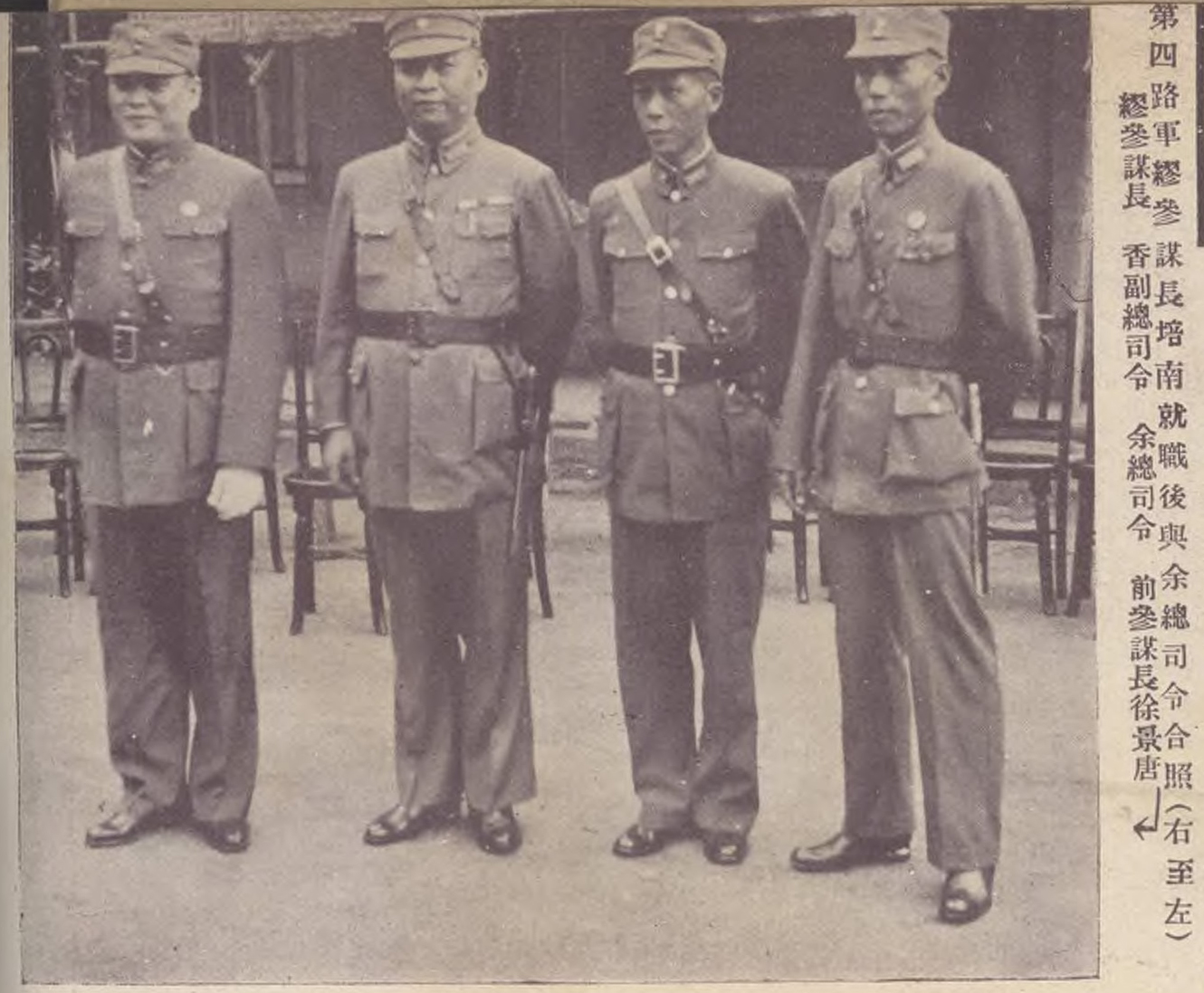
左一為徐景唐

早年考入廣東陸軍小學，徐景唐被編在15歲班級，同學有余漢謀、黃鎮球、張達等陸軍小學畢業後，全班遷入武昌第二軍官預備學校。後至日本就讀陸軍士官學校第十二期輸重科，1919年回國參與東征。1920年任粵軍司令部參謀，1923年接替鄧演達任第一師第一旅第三團國長，後任第一師參謀長。
1926年任國民革命軍第四軍十三師師長，駐防粵南，同年8月18日蔣中正致電徐景唐前往雲浮縣剿匪，事後因剿匪有功受到蔣中正嘉勉。1927年參與鎮壓廣州暴動，隔年因李福林解職歸田，由徐出任國民革命軍第五軍軍長。1932年4月5日任國民政府訓練總監部副總監。1933年11月參與閩變，並任中華共和國軍事委員會參謀團副主任。1936年10月28日授予中將銜。

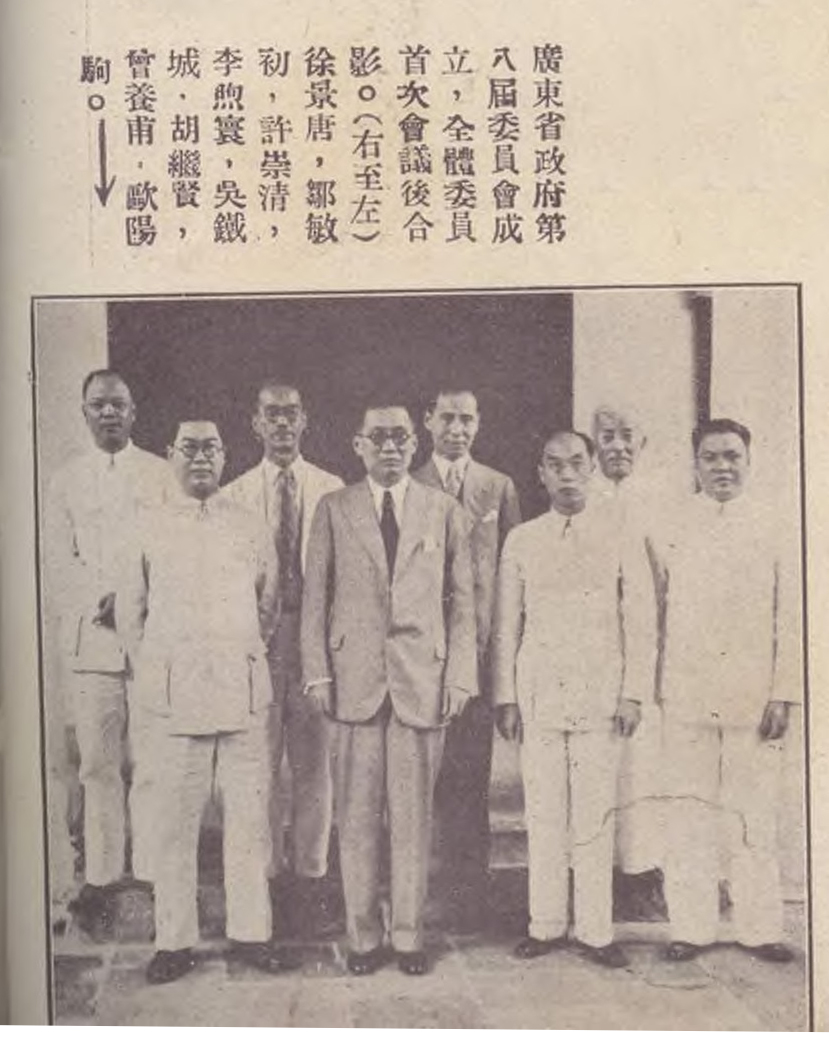
廣東省政府第八屆委員會成立全體委員首次會議後合影。右起徐景唐、鄒敏初、許崇清、李煦寰、吳鐵城、胡繼賢、曾養甫、歐陽駒

1940年5月任第十二集團軍副總司令。1945年5月任國民黨第六屆候補中央執行委員。1946年1月任軍事委員會委員長廣州行營副主任，之後不受蔣中正信任，被免職，只留任廣州民政廳廳長。1949年8月任戰略顧問委員會顧問。1967年在香港因患膽結石，手術後引起併發症，後去世。